# Marco Politi
Marco Politi (Roma, 29 gennaio 1947) è un giornalista e scrittore italiano, specializzato nelle cronache e nella politica vaticana. È editorialista del Fatto Quotidiano.

## Biografia
Inizia la professione giornalistica nel quotidiano della sua città, Il Messaggero, nel 1971, dove si occupa di questioni vaticane e religiose. Dal 1987 al 1993 è corrispondente da Mosca di Repubblica; in tale frangente fonda l'associazione corrispondenti esteri dell'URSS, di cui viene eletto due volte presidente. Da 1993 al 2009 è vaticanista del quotidiano di Scalfari.
Collabora regolarmente con ABC, CNN, BBC e altri network internazionali. Autore di numerose inchieste, nei due conclavi del 1978 ha individuato, attraverso una serie di interviste ai cardinali-elettori, l'identikit del "papa pastore", destinato a caratterizzare il profilo di Karol Wojtyla. Con il premio pulitzer Carl Bernstein ha scritto la biografia bestseller di Giovanni Paolo II Sua Santità, Rizzoli 1996, pubblicata in numerosi paesi d'Europa e delle Americhe. In un'intervista esclusiva al prefetto della Congregazione per la Dottrina della fede, Joseph Ratzinger, pubblicata su la Repubblica il 19 novembre 2004 aveva individuato il cardinale tedesco come candidato al papato.
La trasmissione ABC News Special Event", di cui era esperto per l'elezione del successore di Giovanni Paolo II, ha vinto il premio Alfred I.duPont-Columbia University 2006 per l'informazione sul conclave del 2005.
Ha seguito Giovanni Paolo II e Benedetto XVI in più di ottanta viaggi intorno al mondo. Il suo libro Joseph Ratzinger. Crisi di un papato, Laterza 2011, ha illustrato il vicolo cieco in cui era arrivata la Chiesa cattolica, prefigurando con un anno di anticipo il ritiro di Benedetto XVI.
Nell'aprile 2012 la Facoltà teologica cattolica dell'Università di Münster, dove era stato docente Joseph Ratzinger, lo ha invitato a tenere una lectio sul tema: "Un Papa nella crisi".
I suoi libri sul pontificato di Bergoglio, pubblicati in Europa e nelle Americhe, sono diventati un punto di riferimento a livello internazionale. Con la sua opera Francesco tra i lupi. Il segreto di una rivoluzione, Laterza 2014, ha evidenziato per primo l'esistenza di una forte opposizione alle riforme del papa argentino nella curia vaticana e nelle conferenze episcopali, ma anche da parte della mafia. La solitudine di Francesco. Un papa profetico, una Chiesa in tempesta (Laterza 2019) mostra risultati e insuccessi della strategia riformatrice di un pontefice stretto tra oppositori interni e forze politico-economiche internazionali. Francesco, la Peste, la Rinascita (Laterza 2020) completa la trilogia sul pontificato.
Nel corso della sua carriera Marco Politi è stato vicesegretario della Federazione nazionale stampa italiana, impegnandosi negli anni Ottanta per la contrattualizzazione dei giornalisti delle radio libere. Al ritorno da Mosca è stato eletto ripetutamente consigliere nazionale e presidente della Commissione giuridica dell'Ordine dei giornalisti.

## Opere
- Sua Santità, con Carl Bernstein, Rizzoli, 1996 (ed. or. His Holiness, Doubleday, 1996)
- La confessione. Un prete gay racconta la sua storia, Editori Riuniti, 2000, ISBN 88-359-4935-1
- Il ritorno di Dio. Viaggio tra i cattolici d'Italia, Mondadori, 2004, ISBN 88-04-51250-4, Premio Nazionale Rhegium Julii, Giornalismo[1]
- Io, prete gay, Mondadori, 2006, ISBN 978-88-04-55791-3
- Papa Wojtyla. L'addio, Morcelliana, 2007, ISBN 978-88-372-2191-1
- La Chiesa del no. Indagine sugli italiani e la libertà di coscienza, Mondadori, 2009
- Joseph Ratzinger. Crisi di un papato, Laterza, 2011, ISBN 978-88-581-0605-1
- Francesco tra i lupi. Il segreto di una rivoluzione, Laterza, 2014, ISBN 978-88-581-2054-5
- La solitudine di Francesco: un papa profetico, una Chiesa in tempesta, Laterza, 2019, ISBN 978-88-581-3340-8
- Francesco, la Peste, la Rinascita, Laterza, 2020, ISBN 9788858142455